# Jasika Nicole
Jasika Nicole Pruitt (Birmingham, 10 aprile 1980) è un'attrice statunitense.

## Biografia
Jasika Nicole ha studiato danza e recitazione al Catawba College a Salisbury, Carolina del Nord. Durante le riprese di Ti va di ballare?, dove ha iniziato a frequentare ragazze, si è dichiarata lesbica. Ha interpretato Astrid Farnsworth nella serie TV Fringe. Ha una sorella affetta da sindrome di Asperger: su sua richiesta, il personaggio di Astrid dell'universo alternativo ha la stessa sindrome.

## Filmografia

### Attrice

#### Cinema
- Ti va di ballare? (Take the Lead), regia di Liz Friedlander (2006)
- Lei è troppo per me (She's Out of My League), regia di Jim Field Smith (2010)
- Suicide Kale, regia di Carly Usdin (2016)
- A Christmas in New York, regia di Nathan Ives (2016)

#### Televisione
- Law & Order: Criminal Intent – serie TV, episodio 5x09 (2005)
- The Mastersons of Manhattan, regia di James Burrows – film TV (2007)
- The Return of Jezebel James – serie TV, 3 episodi (2008)
- Fringe – serie TV, 100 episodi (2008-2013) – Astrid Farnsworth
- Scandal – serie TV, 7 episodi (2013-2016)
- Checked Out, regia di Matt Villines – film TV (2014)
- Key and Peele – serie TV, episodio 5x08 (2015)
- Major Crimes – serie TV, episodio 4x16 (2015)
- Disengaged – serie TV, 2 episodi (2015-2016)
- Mark Lembeck Technique – serie TV, episodio 1x01 (2016)
- Underground – serie TV, 7 episodi (2017)
- The Good Doctor – serie TV, 26 episodi (2017-2020)
- Station 19 – serie TV, episodio 2x13 (2019)
- Punky Brewster – serie TV, 6 episodi (2021)

#### Cortometraggi
- Secondhand Love, regia di David Brundige (2017)
- Bangarang, regia di Jonah Feingold (2017)
- A Cohort of Guests, regia di Todd Sandler (2019)
- Misdirection, regia di Carly Usdin (2019)

### Doppiatrice

#### Televisione
- Justice League Action – serie animata, 2 episodi (2017)
- Adventure Time – serie animata, episodio 8x24 (2017)
- Danger & Eggs – serie animata, 3 episodi (2017)
- We Bare Bears - Siamo solo noi (We Bare Bears) – serie animata, episodio 4x19 (2019)
- Hank e il camion dei rifiuti (Trash Truck) – serie animata, episodio 1x03 (2020)

#### Videogiochi
- Law & Order: Criminal Intent (2005)
- Agents of Mayhem (2017)
- Alt-Frequencies (2019)

## Doppiatrici italiane
Nelle versioni in italiano nelle opere in cui ha recitato, Jasika Nicole è stata doppiata da:
- Francesca Manicone in Ti va di ballare?, Lei è troppo per me
- Patrizia Mottola in Scandal
- Roberta De Roberto in Punky Brewster
- Rossella Acerbo in Fringe
- Laura Lenghi in Major Crimes
- Ughetta d'Onorascenzo in The Good Doctor
- Selvaggia Quattrini in Station 19